# Február 4.
Február 4. az év 35. napja a Gergely-naptár szerint. Az évből még 330 (szökőévekben 331) nap van hátra.
Névnapok: Csenge, Ráhel + Anderz, Andos, András, André, Andrea, Androméda, Bereniké, Csengele, Gabriella, Gilbert, Holló, Janka, Johanna, Kada, Ormos, Rabán, Ráchel, Rákhel, Rákis, Róbert, Robertó, Robin, Robinzon, Ronalda, Ronett, Ronetta, Veron, Verona, Veronika, Veronka, Funda

## Események

### Politikai események
- 1523 – VI. Adorján pápa megerősíti Tomori Pál kalocsai érseki kinevezését.
- 1849 – A vízaknai ütközetben Bem József vezérőrnagy erdélyi hadserege vereséget szenved Puchner Antal altábornagy császári csapataitól.
- 1919 – A magyar hadseregen belül megalakul az első önálló térképészeti szervezet, a Magyar Katonai Térképészeti Csoport.
- 1939 – Milan Stojadinović jugoszláv kormányfő bukása.
- 1945 – elkezdődik a jaltai konferencia.
- 1946 – Nagy Ferenc miniszterelnök kormányt alakít.
- 1989 – A Khomeini ajatollah által vezetett papi tanács halálos ítéletet („fatvát”) mond ki Salman Rushdie indiai íróra, „A sátáni versek” szerzőjére, az iszlám vallás megsértése miatt.

### Tudományos és gazdasági események
- 1465 – Mátyás király Sopronnak két országos vásár tartására ad jogot.
- 2008 – Határozatlan idejű sztrájkot hirdet a Vasúti Dolgozók Szabad Szakszervezete (végetért: 2011. november 30-án.[1])

### Sportesemények
- 1979 –  Formula–1-es Brazil nagydíj, Interlagos - Győztes: Jacques Laffite (Ligier Ford)
- 2001 – Férfi kézilabda világbajnokság, Franciaország - Győztes: Franciaország
- 2007 – Férfi kézilabda világbajnokság, Németország  - Győztes: Németország
- 2018 – A Philadelphia Eagles megnyeri a Super Bowlt.

### Egyéb események
- 1836 – Gróf Széchenyi István esküvője Seilern Crescence (sz. Crescence Seilern-Aspang) grófnővel Budán, a Krisztinavárosi templomban.
- 1989 – Budapesten is megalakul a Magyar Máltai Szeretetszolgálat.
- 2015 – Tajvanon lezuhant a TransAsia Airways 235-ös járata 53 utassal és 5 fős személyzettel a fedélzetén.

## Születések
- 1573 – Káldi György jezsuita atya, bibliafordító († 1634)
- 1677 – Johann Ludwig Bach német zeneszerző, hegedűművész (†  1731)
- 1682 – Johann Friedrich Böttger német alkimista, (†  1719)
- 1688 – Pierre de Marivaux francia drámaíró, regényíró († 1763)
- 1746 – Tadeusz Kościuszko lengyel szabadsághős († 1817)
- 1827 – Eduard Albert Bielz erdélyi szász természettudós, történész, statisztikus, a Magyar Tudományos Akadémia levelező tagja († 1898)
- 1828 – Kenessey Albert hajóstiszt, az MTA tagja († 1879)
- 1868 – Szijj Bálint magyar kisgazda politikus, nemzetgyűlési képviselő, a felsőház örökös tagja († 1945)
- 1871 – Friedrich Ebert német politikus, köztársasági elnök († 1925)
- 1875 – Ludwig Prandtl német fizikus, egyetemi tanár († 1953)
- 1881 – Kliment Jefremovics Vorosilov szovjet katonatiszt, marsall († 1969)
- 1881 – Fernand Léger francia kubista festőművész († 1955)
- 1897 – V. Ijaszu etióp császár († 1935)
- 1898 – Tóth Aladár magyar zenetudós, zeneesztéta, Baumgarten-díjas, Kossuth-díjas († 1968)
- 1898 – Surányi-Unger Tivadar magyar jogász, közgazdász, egyetemi tanár, a Magyar Tudományos Akadémia levelező tagja († 1973)
- 1899 – Kovarcz Emil politikus, tárca nélküli miniszter († 1946)
- 1900 – Jacques Prévert francia költő, színházi rendező († 1977)
- 1902 – Charles Lindbergh amerikai pilóta, író, feltaláló, felfedező és társadalmi aktivista († 1974)
- 1902 – Ujhelyi Sándor magyar vegyész, entomológus († 1996)
- 1903 – Kőszegi Imre magyar író, újságíró, műfordító († 1995)
- 1911 – Takáts Gyula Kossuth-díjas költő, író, műfordító († 2008)
- 1911 – Püski Sándor magyar könyvkiadó († 2009)
- 1912 – Macskássy Gyula magyar rajzfilmrendező († 1971)
- 1912 – Erich Leinsdorf osztrák születésű amerikai karmester († 1993)
- 1913 – Rosa Parks afroamerikai polgárjogi aktivista, az amerikai feketék polgárjogi mozgalmának egyik vezéralakja († 2005)
- 1915 – Sir Norman Wisdom angol színész, komikus, zenész († 2010)
- 1926 – Grosics Gyula magyar válogatott labdarúgó († 2014)
- 1927 – Van Johnson amerikai autóversenyző († 1959)
- 1929 – Eduard Zimmermann német újságíró, televíziós szerkesztő († 2009)
- 1930 – Kibédi Varga Áron hollandiai magyar irodalomtörténész, esztéta, költő, az MTA tagja († 2018)
- 1938 – Flórián Tibor magyar röplabdázó († 2008)
- 1939 – Somhegyi György magyar színész († 2021)
- 1939 – Szilágyi Miklós néprajzkutató, muzeológus († 2019)
- 1940 – Kocsis Imre Munkácsy-díjas festő- és grafikusművész († 2015)
- 1942 – Kovács György Balázs Béla-díjas magyar hangmérnök, zeneszerző
- 1943 – Feledy Péter Táncsics Mihály-díjas magyar újságíró, rádió- és tévériporter († 2025)
- 1943 – Ken Thompson amerikai számítástechnikus
- 1943 – Wanda Rutkiewicz lengyel hegymászó († 1992)
- 1944 – Páncsics Miklós olimpiai bajnok magyar labdarúgó († 2007)
- 1945 – Ambrus Kyri magyar énekesnő († 2021)
- 1947 – Máté Péter magyar zeneszerző, előadóművész († 1984)
- 1948 – Alice Cooper amerikai zenész
- 1948 – Marguerite Ganser († 1996) és Mary Ann Ganser († 1970) amerikai énekes-zenészek, a The Shangri-Las együttes tagjai
- 1948 – Wichmann Tamás kilencszeres világbajnok magyar kenus († 2020)
- 1953 – Kitaró japán zeneszerző
- 1955 – Mikuláš Dzurinda közgazdász, politikus, Szlovákia miniszterelnöke
- 1956 – Marton Katalin magyar színésznő († 2004)
- 1963 – Balogh Anikó magyar színésznő
- 1972 – Dióssy Klári magyar televíziós műsorvezető, tanár
- 1974 – Komáromi Anett magyar színésznő
- 1979 – Giorgio Pantano olasz autóversenyző
- 1985 – Peter Ash angol színész
- 1986 – Alekszej Kravcsenko orosz műugró
- 1986 – Maximilian Götz német autóversenyző

## Halálozások
- 211 – Lucius Septimius Severus római császár (* 146)
- 856 – Hrabanus Maurus bencés apát, tudós, mainzi érsek (* 780 körül)
- 1652 – Rákóczi Zsigmond magyar katona, politikus (* 1622)
- 1894 – Adolphe Sax belgiumi francia hangszerkészítő (* 1814)
- 1899 – Gelich Richárd katonatiszt, katonai szakíró (* 1821)
- 1924 – Szabó Endre költő, író, hírlapíró, műfordító (* 1849)
- 1925 – Robert Johann Koldewey német építész, régész (* 1855)
- 1928 – Hendrik Lorentz Nobel-díjas holland fizikus (* 1853)
- 1928 – Rejtő Sándor magyar gépészmérnök, műegyetemi tanár, az MTA tagja (* 1853)
- 1933 – Boczonádi Szabó Imre magyar színész, dal- és zeneszerző, méhész (* 1847)
- 1940 – Nyikolaj Ivanovics Jezsov orosz bolsevik forradalmár, szovjet belügyi népbiztos (* 1895)
- 1970 – Manninger Rezső magyar állatorvos, egyetemi tanár (* 1890)
- 1974 – Balassa Imre magyar zenekritikus, író, újságíró, dramaturg (* 1886)
- 1979 – Harangi Imre olimpiai bajnok ökölvívó (* 1913)
- 1991 – Bartha Károly olimpiai bronzérmes úszó (* 1907)
- 1999 – Vittorio Marzotto olasz autóversenyző (* 1922)
- 2000 – Váradi Balogh László magyar színész, író (* 1916)
- 2001 – Ernie McCoy amerikai autóversenyző (* 1921)
- 2001 – Iannis Xenakis romániai születésű görög zeneszerző, műépítész (* 1922)
- 2006 – Dalnoki Jenő olimpiai bajnok labdarúgó (* 1932)
- 2008 – Stefan Meller lengyel diplomata, külügyminiszter (* 1942)
- 2012 – Csurka István kétszeres József Attila-díjas magyar író, dramaturg, politikus (* 1934)
- 2014 – Dennis Lota bronzérmes válogatott zambiai labdarúgó, csatár (* 1973)
- 2022 – Nagy Bálint Kossuth-díjas magyar építész (* 1949)

## Ünnepek, emléknapok, világnapok
- Az emberi testvériség nemzetközi napja
- Rákellenes világnap (World Cancer Day) Az International Union Against Cancer (UICC) szervezésében  2000 februárjában Párizsban tartották az első rákellenes világkongresszust. A résztvevők február 4-én történelmi dokumentumot írtak alá, amely világméretű összefogásra szólít fel a halálos kór ellen. Ennek emlékére a kongresszus február 4-ét rákellenes világnappá nyilvánította.
- A magyar katonai térképészet napja. A Magyar Honvédség fegyvernemi ünnepe. Az önálló Magyar Katonai Térképészeti Csoport létrehozása emlékére (1919. február 4.).[2]
- Srí Lanka: a függetlenség napja